# Scaphiophryne gottlebei
La rana arcoíris de Madagascar (Scaphiophryne gottlebei) es una especie de anfibio anuro que habita en la isla de Madagascar. En 2008, fue nombrada como «una de los más raros y notables anfibios del planeta» por la Sociedad Zoológica de Londres. Miles son capturadas cada año para el tráfico de mascotas.

## Características
S. gottlebei es pequeña, redonda, de colores vivos, con un distintivo patrón —blanco, naranja, verde y negro— en la espalda. La piel de la espalda es muy suave, pero la del vientre, gris, es un poco áspera. Las orejas son poco visibles, y los ojos son prominentes. Adaptada tanto para excavar como para trepar, S. gottlebei tiene las patas posteriores adaptadas para excavar, y las delanteras para aferrarse a las paredes verticales, que escala para escapar de las inundaciones o los depredadores. Los renacuajos son muy visibles, bastante grandes, y negruzcos. Las hembras miden entre 30 y 40 mm (milímetros), mientras que el tamaño de los machos oscila entre 20 y 30 mm.

## Peligros que enfrenta
Aunque presenta una alta tasa de reproducción,[cita requerida] actualmente se encuentra en peligro crítico[cita requerida] debido a la comercialización de ejemplares en el mercado negro para coleccionistas.[cita requerida] Otros factores de amenazas existentes hoy día son el aumento de la actividad turística, la pérdida de hábitats por incendio y la extracción de madera.[cita requerida]